# Krückau
El Krückau és un afluent de l'Elba d'uns 40 km que neix a Kaltenkirchen a l'estat de Slesvig-Holstein (Alemanya) i que desemboca a l'Elba a Seestermühe.

## Geografia

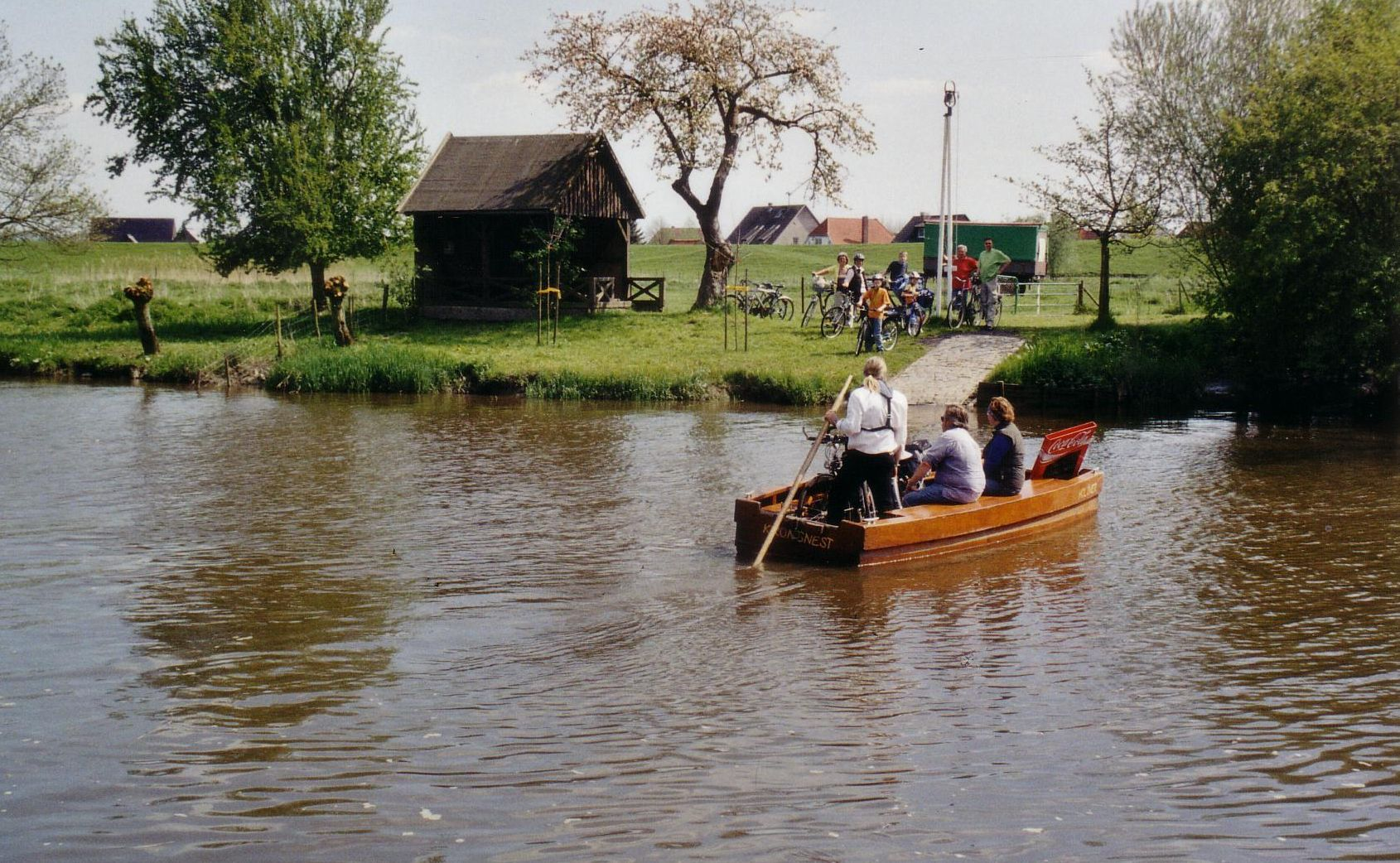
El pas de barca de Kronsnest per marea alta

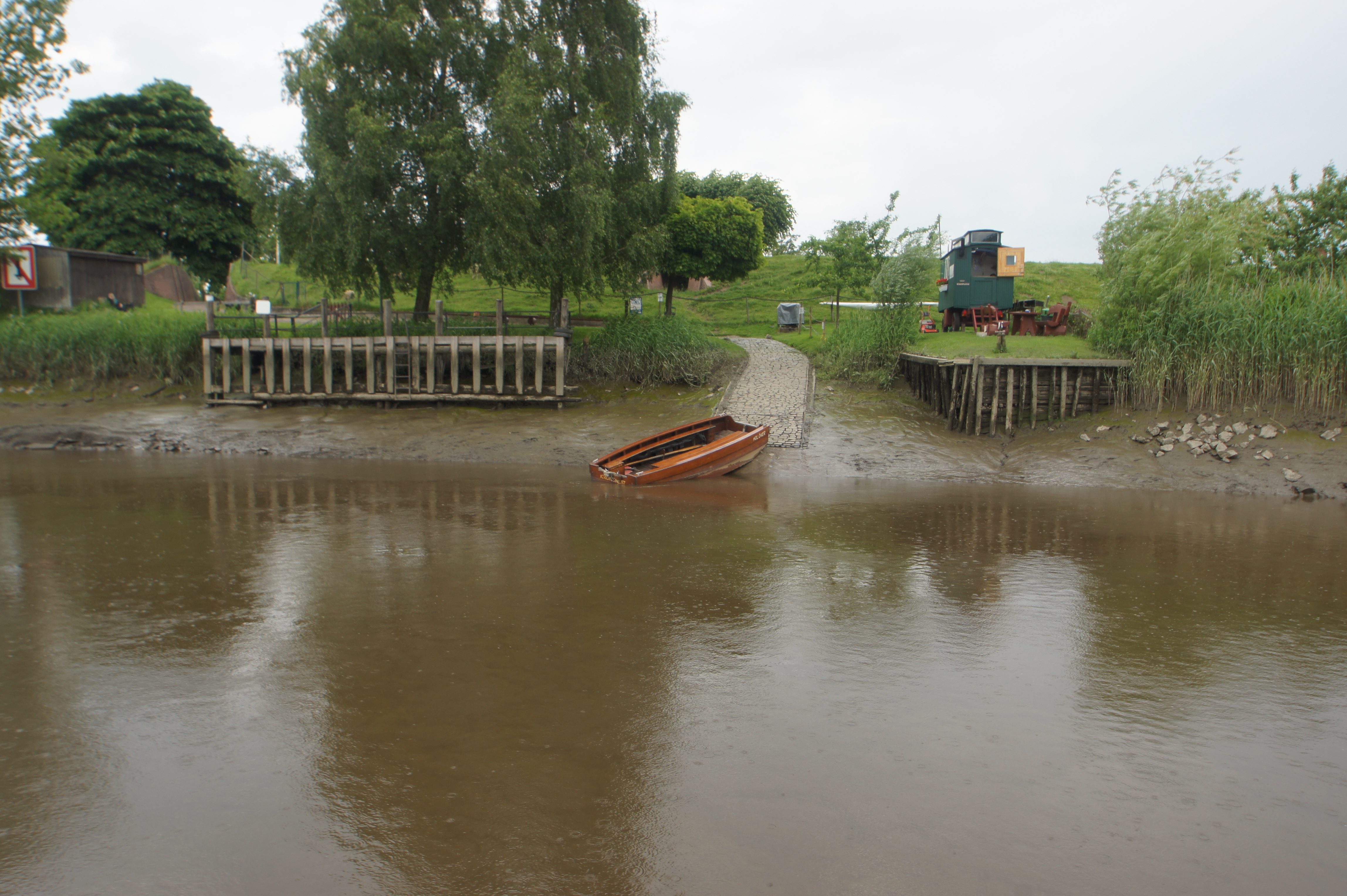
i per marea baixa a Neendörp

Neix en uns aiguamolls i uns wettern al sud de Kaltenkirchen. Una part de la zona de la seva font va ser assecada per crear un polígon industrial a l'esquerra de l'estació AKN Eisenbahn de Kaltenkirchen-Süd. Des de la ciutat d'Elmshorn fins a la desembocadura a l'Elba és navegable a marea alta, sobre una distància d'11,3 km. La seva desembocadura es troba sota el nivell mitjà del mar, el que significa que el riu només pot desguassar a marea baixa, a marea alta s'ompleix, i sense dics, els pòlders al seu marge es submergirien.
Dues vegades cada dia, l'amplada del riu més que dobla a marea alta: per exemple de 16 a 40 m a Kronsnest i el calat hi varia de menys d'un metre cap a quatre metres.

### Principals afluents
De la desembocadura cap a la font:
- Grosser Ritt
  - Kleiner Ritt
- Aussenwettern Schleusengraben
  - Moorhusener Wettern
- Kleine Au
- Horster Bahngraben
- Offenau
- Ekholter Au
  - Vielmoor Au
- Kreuzrebenbach
- Radebrooksbach
- Schleusenau
- Höllenbek (també escrit Hollenbek)
- Flottbek
- Moorbek

## Història

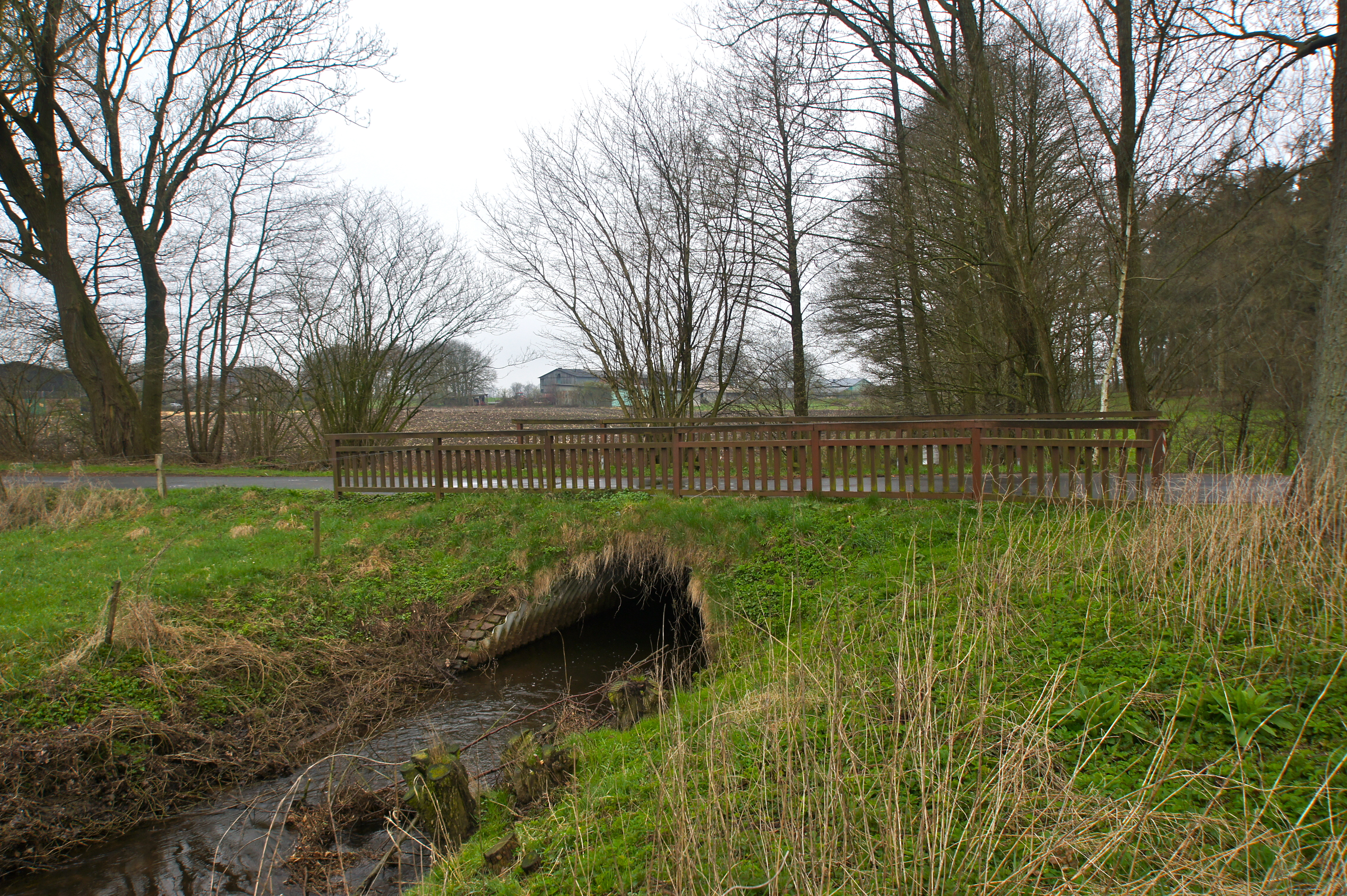
Pont a Langeln

El nom de Krückau només va imposar-se al segle xix quan l'administració prussiana va estandarditzar i uniformitzar la toponímia. Abans, el riu tenia noms que es canviaven quasi d'un poble a l'altre: Zeistere, Zesterowe, Seester Au, Krocker Aue, Rantzau, Lange… Un dels noms antics hom retroba al nom dels pobles de Seester i Seestermühe, que significa mühe (boca) del Seester, doncs boca del Krückau.
A l'edat mitjana, els primers ponts van construir-se més terra endins, a les assentaments prop del geest al qual el riu era molt més estret i on s'acaba la influència de la marea. Riu avall, les travessades es feien per petits bacs de fusta. El dret de transbordar era un privilegi i un deure de l'ocupant de la casa darrere del dic, al pas del riu. La majoria dels bacs van suprimir-se quan des del segle XIX l'enginyeria civil va permetre ponts més llargs o des de l'arribada del cotxe, quan una marrada d'una vintena de kilòmetres era més ràpida que a l'època del transport a peu o amb cavall. El 1993 una associació d'història local va reconstruir un típic bac de fusta, propulsada a força de braços, el pas de barca de Kronsnest que des de l'1 de maig fins al 3 d'octubre funciona els caps de setmana.

### Història recent

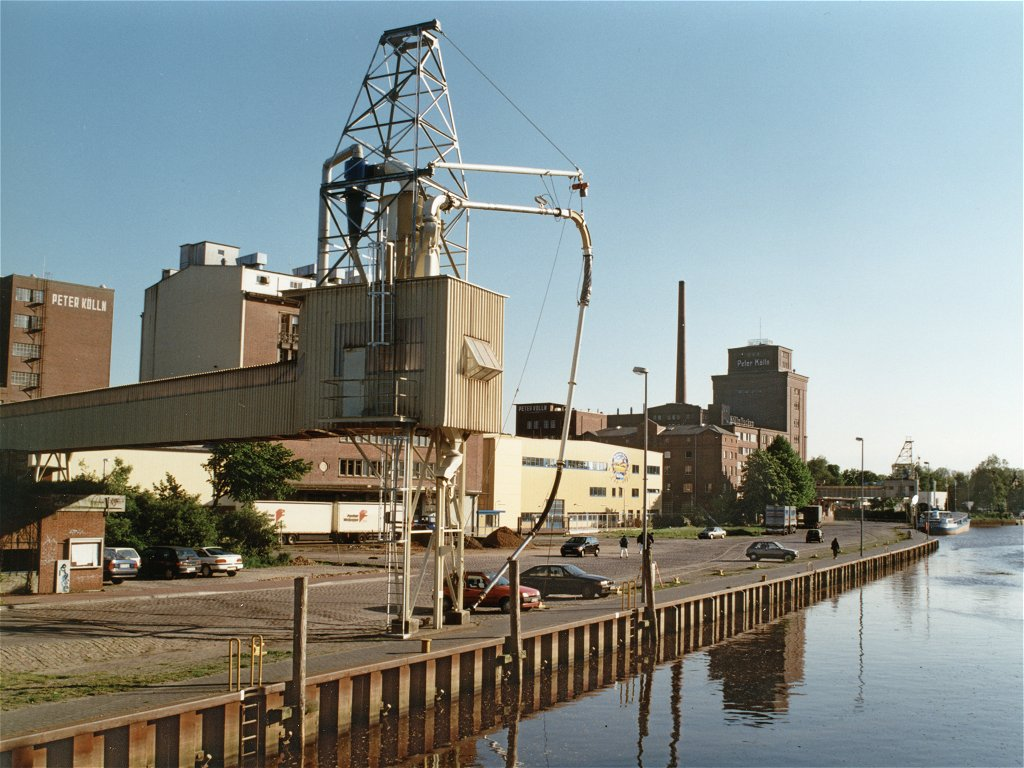
Aspirador de gra al port d'Elmshorn

Sota l'administració nazi, durant els anys 1930, el Servei del Treball del Reich va decidir de rectificar i estandarditzar el riu a Barmstedt, en un llit de formigó i de Lophira alata imputrescible d'amplada fixa entre ribes minerals sense cap arbre. A la primavera del 1988 va renaturalitzar-se un primer tram.
Després de les aigües altes del 1962, es va construir una resclosa de protecció a la seva desembocadura que pot tancar-se quan hi ha un risc marejada fort que va ser acabada el 1969. Aquesta construcció està oberta en major part, de tal manera que l'effecte de la marea queda intacte i així es manté la fauna i la flora típica de tals rius. A l'estiu, aquesta resclosa a certes hores pot travessar-se amb bici o a peu, el que significa un escurçament considerable pels vianants. Fora de les hores d'obertura cal una marrada d'uns vint kilòmetres cap al primer pont fix a la ciutat d'Elmshorn.
Fins als anys 1970, era un riu dels més pol·luïts d'Alemanya, per causa de les fàbriques a la ciutat d'Elmshorn. Un testimoni dels anys 1930 va descriure el riu així: «Quan és mira al l'estació del ferrocarril, es veu l'aigua bruta de tots els colors que prové de les tintoreries que flueix al riu, a la dreta un tub de les fàbriques de carn enrogeixin l'aigua, més avall hi havia els efluents de les adoberies i de les fàbriques de llevat. No era cap sorpresa que a certs dies, Elmshorn pudia terriblement.» L'obertura d'una estació de depuració a Hettlingen el 1983 va millorar la situació que havia esdevingut insuportable. A poc a poc els peixes van tornar al riu.
A la presa del molí de Ratzau, una central hidroelèctrica produeix uns deu quilowatt hora per hora. Després de la directiva marc de l'aigua europea del 2000 el govern de Slesvig-Holstein catalogà entre els nous rius prioritàries per a un programa de renaturalització. S'ha ordenat a tots els organismes concernits de redactar junts un concepte global. El govern va mostrar-se menys entusiasta per a la recreació dels meandres que al segle xx van ser rectificats. Fins al 2002, dues empreses d'Elmshorn de transformació de blat encara utilitzaven el transport fluvial. Des d'aleshores, el riu només s'utilitza per a la navegació esportiva i el turisme. El 2010 es va decidir de renaturalitzar el curs superior a Kaltenkirchen i de crear-hi un sender.

### Llocs d'interès
- La resclosa anti-marejada de Seestermühe
- El pas de barca de Kronsnest, reconstrucció funcional d'un bac manual històric
- La ciutat d'Elmshorn i el seu port esportiu

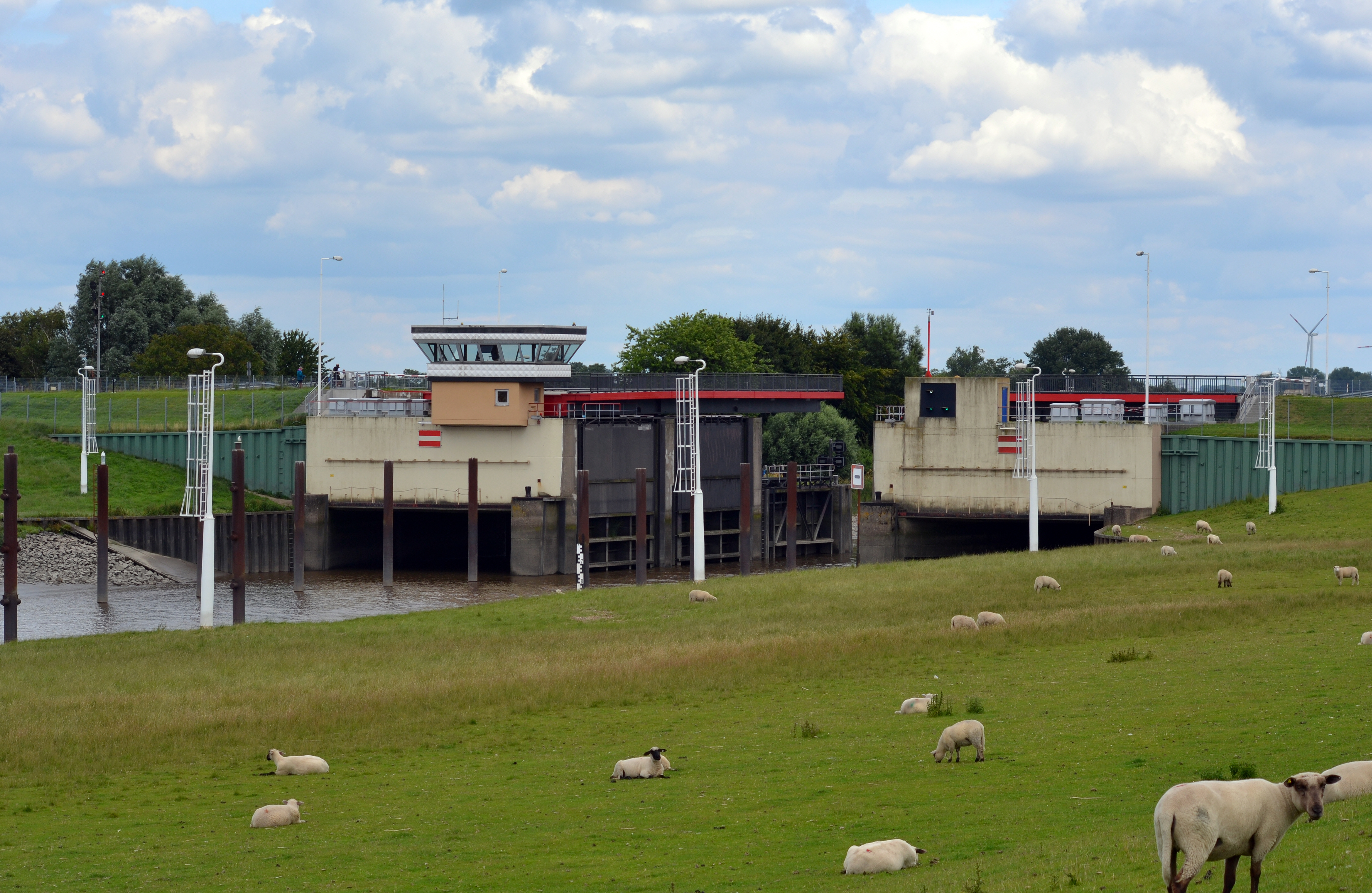
La resclosa anti-aigua alta a Seestermühe
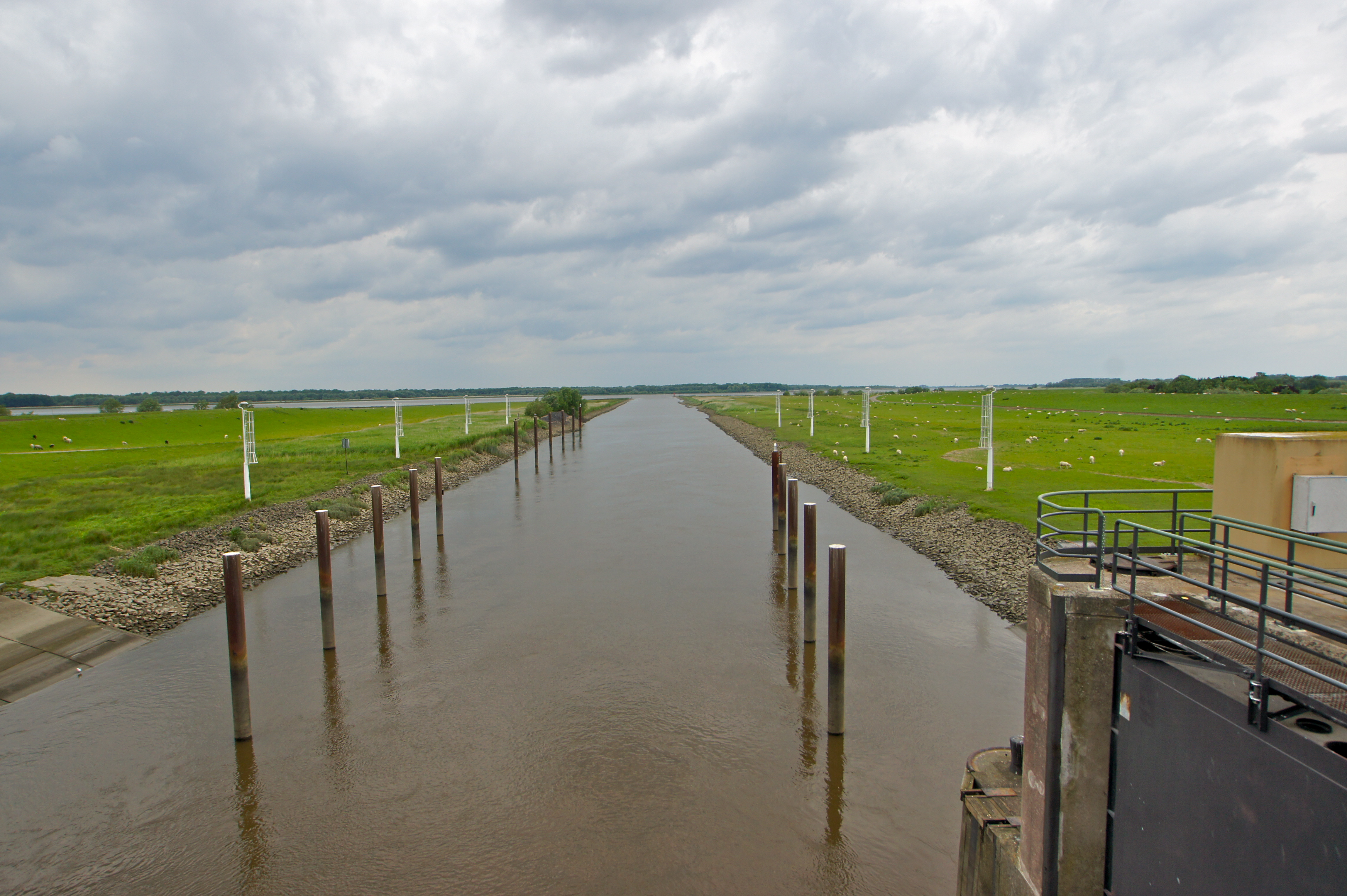
La desembocadura a l'Elba
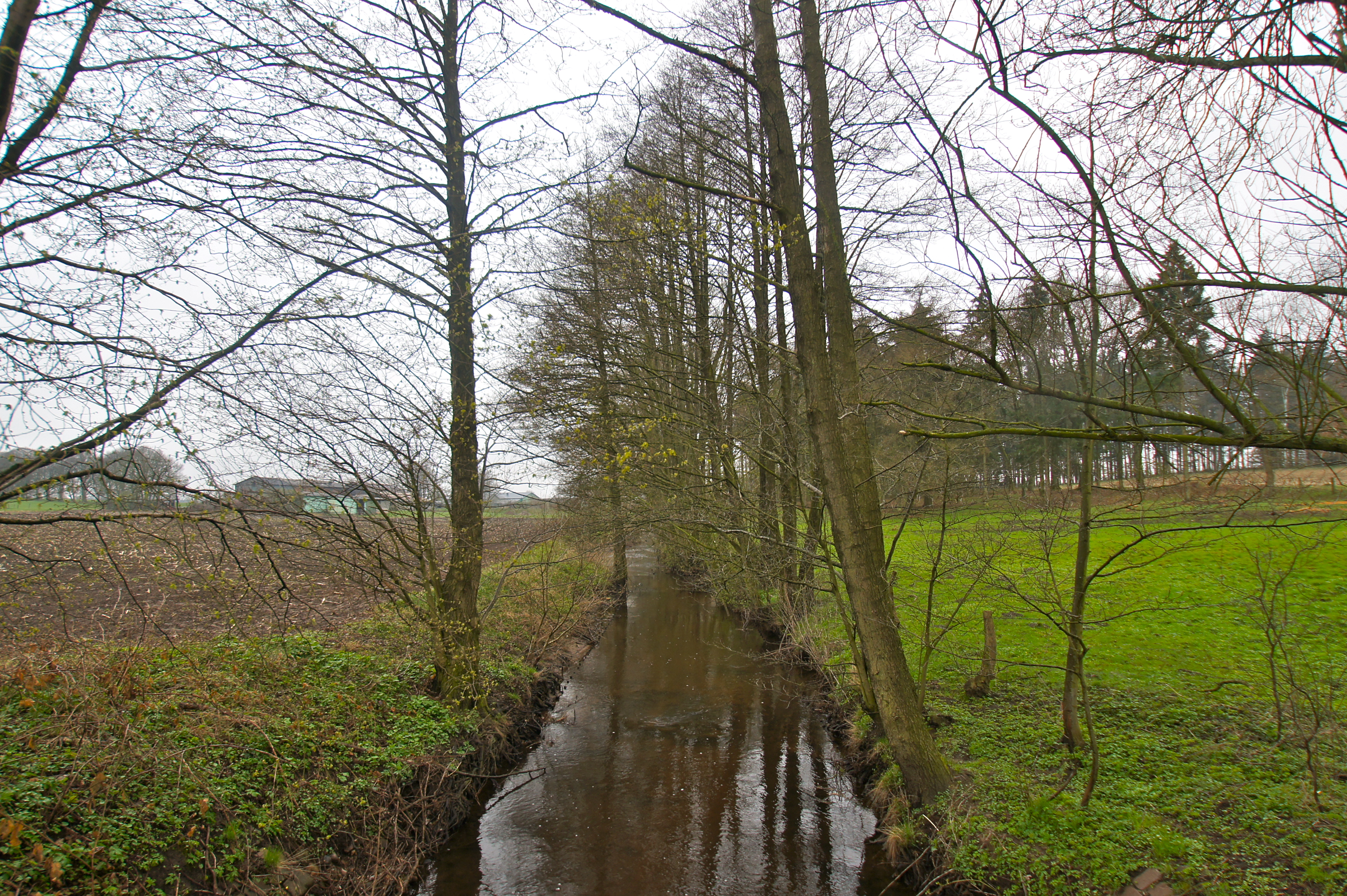
El Krückau a Langeln
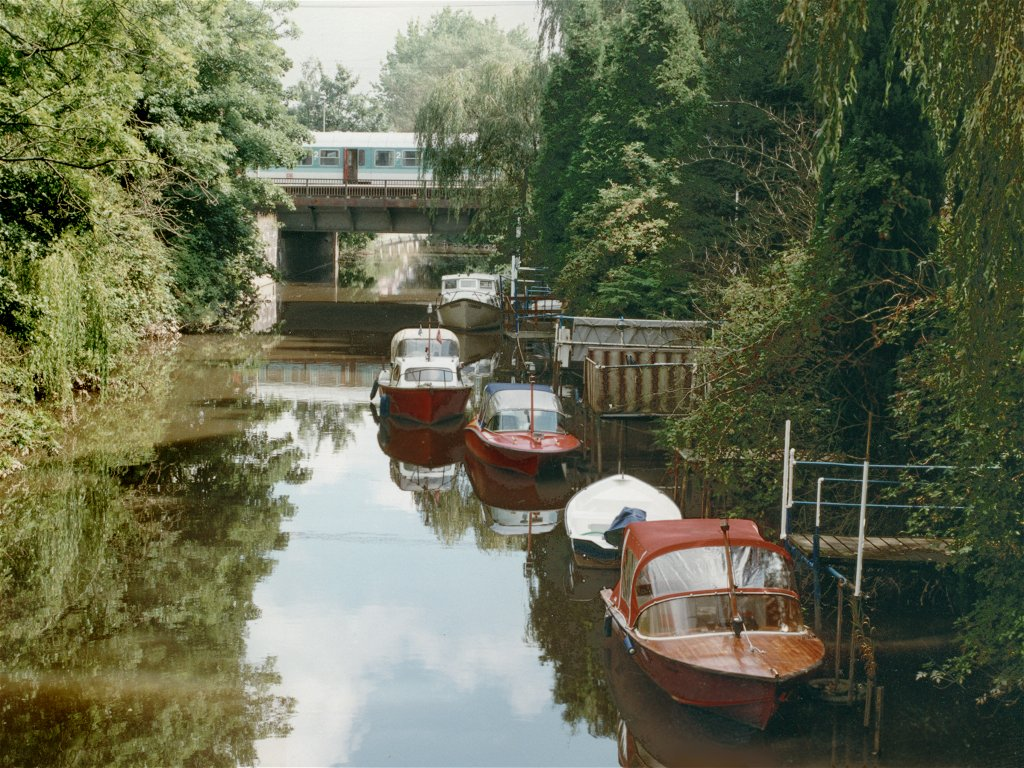
A Elmshorn